# عارف فضل الله
محمد عارف فضل الله بن أبي بكر (مواليد 20 أبريل 1996) هو لاعب كرة قدم محترف ماليزي يلعب كظهير أيسر لدوري ماليزيا الممتاز في نادي بيراك.